# Leech Lake
Der Leech Lake ist ein Stausee im Norden des US-Bundesstaates Minnesota. Er ist der drittgrößte See, der komplett in Minnesota liegt und befindet sich südöstlich von Bemidji im Cass County.
Der Leech Lake liegt größtenteils in der Leech Lake Reservation und vollständig im Chippewa National Forest. Seine Fläche beträgt 451 km², die Tiefe bis zu 46 m. Der Staudamm wurde in den 1880er-Jahren errichtet.
Der See ist ein beliebtes Gebiet zum Angeln. Zu den hauptsächlich gefangenen Fischarten gehören Glasaugenbarsch, Forellenbarsch, Schwarzbarsch, Europäischer Hecht und Muskellunge. Jährlich im Februar findet am Leech Lake das International Eel Pout Festival statt. Dieses umfasst neben verschiedenen Veranstaltungen auch einen Wettbewerb um die größten gefangenen Aalmuttern.
Die Gegend des heutigen Sees war am 5. Oktober 1898 Schauplatz des Gefechts von Sugar Point, als ein Feuergefecht zwischen dem 3. Infanterieregiment der Vereinigten Staaten und einer Abteilung der Ojibwe-Indianer stattfand.

## Geographie
Im Leech Lake liegen sieben Inseln mit einer Gesamtfläche von 1617 Acres (= 654 Hektar). Von der größten zur kleinsten sind dies:
- Bear Island
- Minnesota Island
- Pelican Island
- Headquarters Bay Island
- Big Pipe Island
- Goose Island
- Bog (Duck) Island
- Narrows Island
- Little Bear Island
- Little Pelican Island
- Gull Island
- Shingobee Island

Die langgezogene Shingobee Bay liegt am südlichen Ende des Sees. In ihr und der benachbarten Walker Bay befinden sich einige der tiefsten Stellen des Sees.

## Hydrologie
Leech Lake wird entwässert durch den Leech Lake River, der in den Mississippi River mündet. Der Abfluss wird durch einen Damm geregelt. Die sieben größten Zuflüsse des Sees sind Portage Lake Creek, Sucker Creek, Steamboat River, Benedict River, Shingobee River, Bishop Creek und Boy River. Neun weitere Wasserläufe münden in den See.

## Siedlungen am Leech Lake
Zu den Siedlungen am Ufer des Sees gehören:
- Leech Lake Township
- Walker
- Onigum
- Federal Dam